# ルクレツィア・ボルジア

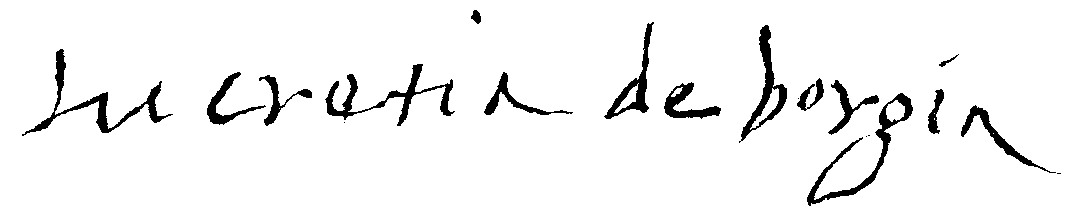
1519年3月にルクレツィアが義姉のマントヴァ侯妃イザベラ・デステに宛てた書簡に記されたサイン。

ルクレツィア・ボルジア（伊: Lucrezia Borgia、1480年4月18日 - 1519年6月24日）は、ルネサンス期のボルジア家出身の貴族女性。フェラーラ公アルフォンソ1世・デステ妃。
ロドリーゴ・ボルジア（後のローマ教皇アレクサンデル6世）とその愛人ヴァノッツァ・デイ・カタネイの娘で、異母兄に初代ガンディア公ペドロ・ルイス、同母兄にロマーニャ公にしてヴァレンティーノ公チェーザレ・ボルジア、第2代ガンディア公ホアン・ボルジア、同母弟にスクイッラーチェ領主ホフレ・ボルジアがいる。

## 概要
ルクレツィアの出身家であるボルジア家は、ニッコロ・マキャヴェッリがその著書『君主論』で言及した、冷酷な統治者の好例とされた一族である。ルクレツィアの父のローマ教皇アレクサンデル6世は、政治腐敗と不品行に堕落したルネサンス期ローマ教皇の典型例だといわれている。このような一族に生を受けたルクレツィアは「ファム・ファタール」として波乱の運命をたどり、その生涯や肖像は多くの美術作品、小説、映画に取り上げられている。
ルクレツィアの生涯はほとんど知られておらず、父や兄弟がめぐらせた政治的陰謀にルクレツィアが関わっていたかどうかは分かっていない。ただし彼らが自分たちの政治的野心のために、ルクレツィアを重要人物や権力者と結婚させようとしたことは間違いない。ルクレツィアはその生涯で、ミラノの支配者一族スフォルツァ家のカティニョーラ伯ジョヴァンニ・スフォルツァ、ビシェーリエ公アルフォンソ・ダラゴーナ、フェラーラ公アルフォンソ1世・デステと結婚している。アルフォンソ・ダラゴーナはナポリ王アルフォンソ2世の庶子で、ルクレツィアをアルフォンソと結婚させた兄チェーザレ・ボルジアが、後に政治的利用価値がなくなったアルフォンソを暗殺させたのではないかともいわれている。

## 生涯

### 幼少期
ルクレツィアは1480年4月18日にローマ近郊のスビアーコで生まれた。父は後にアレクサンデル6世としてローマ教皇に即位するロドリーゴ・ボルジアで、母ヴァノッツァ・デイ・カタネイは、ロドリーゴの数多いる愛人の一人だった。

### ルクレツィアの容貌

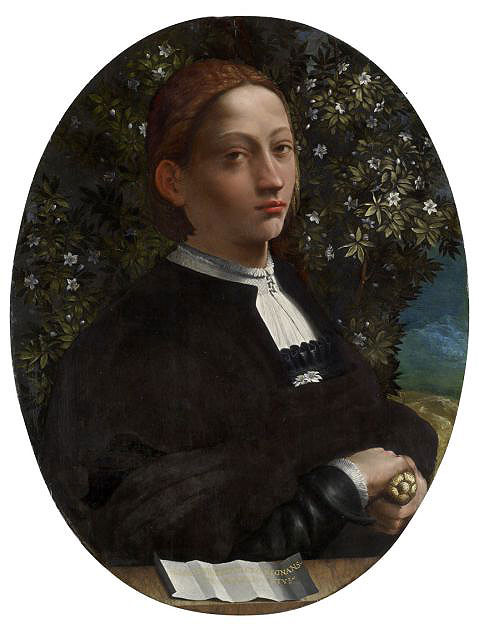
2008年11月に、メルボルンのヴィクトリア国立美術館がドッソ・ドッシが描いたルクレツィアの肖像画だと発表した作品。

ルクレツィアは膝まで届く豊かな金髪と美しい容貌の持ち主で、角度によって色が変わって見えるハシバミ色の瞳と美しく盛り上がった胸、そしてその生来の優雅さから「天女」と呼ばれており、ルクレツィアの容姿は当時のイタリアで非常に高く賞賛されていた。ほかにも「口はやや大きく、その歯は美しい白色に輝いている。ほっそりとした首は魅力的で、胸は完璧に均整が取れている」とする評価もあった。
2008年11月に、メルボルンのヴィクトリア国立美術館が所蔵していた、作者もモデルも不明だった『少女の肖像』がドッソ・ドッシの真作で、描かれているのはルクレツィアであると美術館が発表した。このヴィクトリア国立美術館の発表が正しければ、現存する唯一のルクレツィアの肖像画である可能性がある。しかしながら、ヴィクトリア国立美術館の発表に対する疑問の声もあがっている。他にもルクレツィアの肖像画ではないかといわれてきた絵画作品は数点存在する。なかでも、バルトロメオ・ヴェネトが半裸の女性を描いた『フローラ』は、昔からルクレツィアの肖像画だとされてきたが、現在ではこの説を採る研究者はいない。

### 結婚

#### ジョヴァンニ・スフォルツァとの結婚

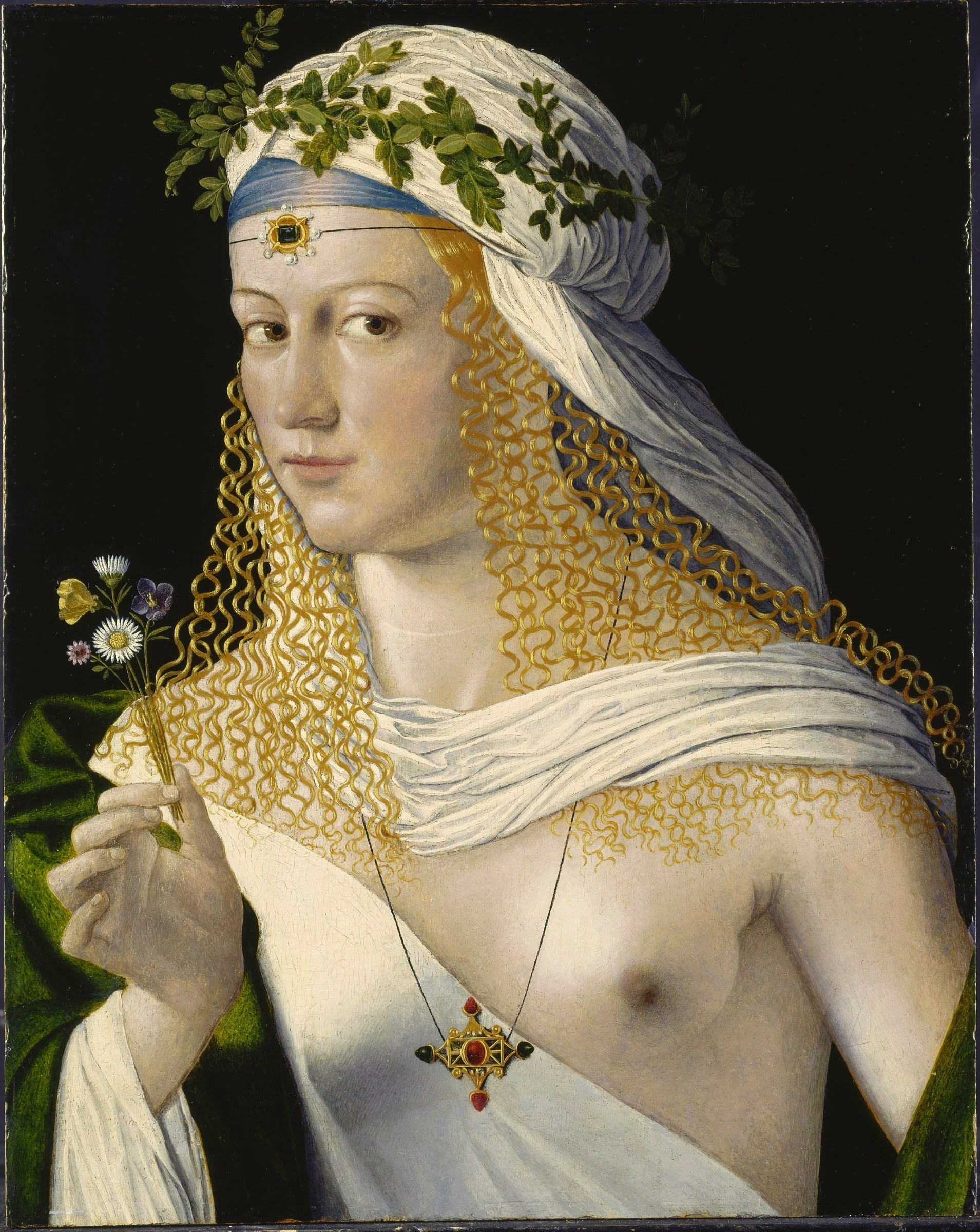
バルトロメオ・ヴェネトが描いた『フローラ』。ルクレツィアの肖像画だと考えられていたことがある。シュテーデル美術館所蔵。

1491年2月26日に、ルクレツィアとバレンシア王国の貴族でヴァル・ダヨラ領主ドン・チェルビーノ・ホアン・デ・サンテーリャスとの間に婚約の取り決めがなされた。しかしながらこの婚約は、デ・サンテーリャスよりも高位のプロシダ伯ドン・ガスパーレ・アヴェルサとルクレツィアとの結婚話が持ち上がったために、二カ月足らずで破棄されている。その後、1492年にルクレツィアの父ロドリーゴがアレクサンデル6世としてローマ教皇に選出されると、アレクサンデル6世は、自身の権力基盤の強化を求めてイタリア諸国の権力者たちとの結びつきを深めようとした。アレクサンデル6世はルクレツィアとアヴェルサとの婚約を白紙に戻し、当時ミラノを支配していたスフォルツァ家の一員の、ペーザロのシニョーレでカティニョーラ伯ジョヴァンニ・スフォルツァとルクレツィアとの婚約を整えた。ジョヴァンニはコスタンツォ1世・スフォルツァの庶子であり、1493年6月12日にローマでルクレツィアと結婚した。
結婚後しばらくするとボルジア家はスフォルツァ家と距離を置き始め、ローマ教皇宮廷内でのジョヴァンニの立場も微妙なものとなっていった。そしてアレクサンデル6世は、ルクレツィアを通してのさらなる有力者との政治的同盟を求めて、秘密裏にジョヴァンニの暗殺を命じたといわれている。一般によく知られている説では、兄チェーザレから夫ジョヴァンニの暗殺計画を聞かされたルクレツィアがジョヴァンニに警告し、ジョヴァンニはローマから逃げ出したとされている。
アレクサンデル6世はジョヴァンニの叔父の枢機卿アスカニオ・スフォルツァに、ジョヴァンニを説得してルクレツィアとの離婚を承諾させることを命じた。ジョヴァンニは離婚を拒絶し、父、兄との近親相姦の疑いがあるとしてルクレツィアに対する訴えを起こした。これに対しアレクサンデル6世は、ルクレツィアとジョヴァンニの結婚は不完全なものであり、無効であると激しく主張し始めた。ジョヴァンニは離婚の条件として、ルクレツィアの持参金をボルジア家に返却しないことを申し出ている。長引く一連の騒動に反発したスフォルツァ家は、ローマを守っているスフォルツァ家配下の傭兵を引き上げると教皇庁を脅しにかかった。しかしながら最終的にボルジア家の圧力に屈したジョヴァンニが、立会人たちの前で自身が性的不能者であり、ルクレツィアとの結婚が無効だったと認める宣誓書に署名して、ルクレツィアとジョヴァンニとの婚姻が破棄されることとなった。

#### ペドロ・カルデロンとの関係

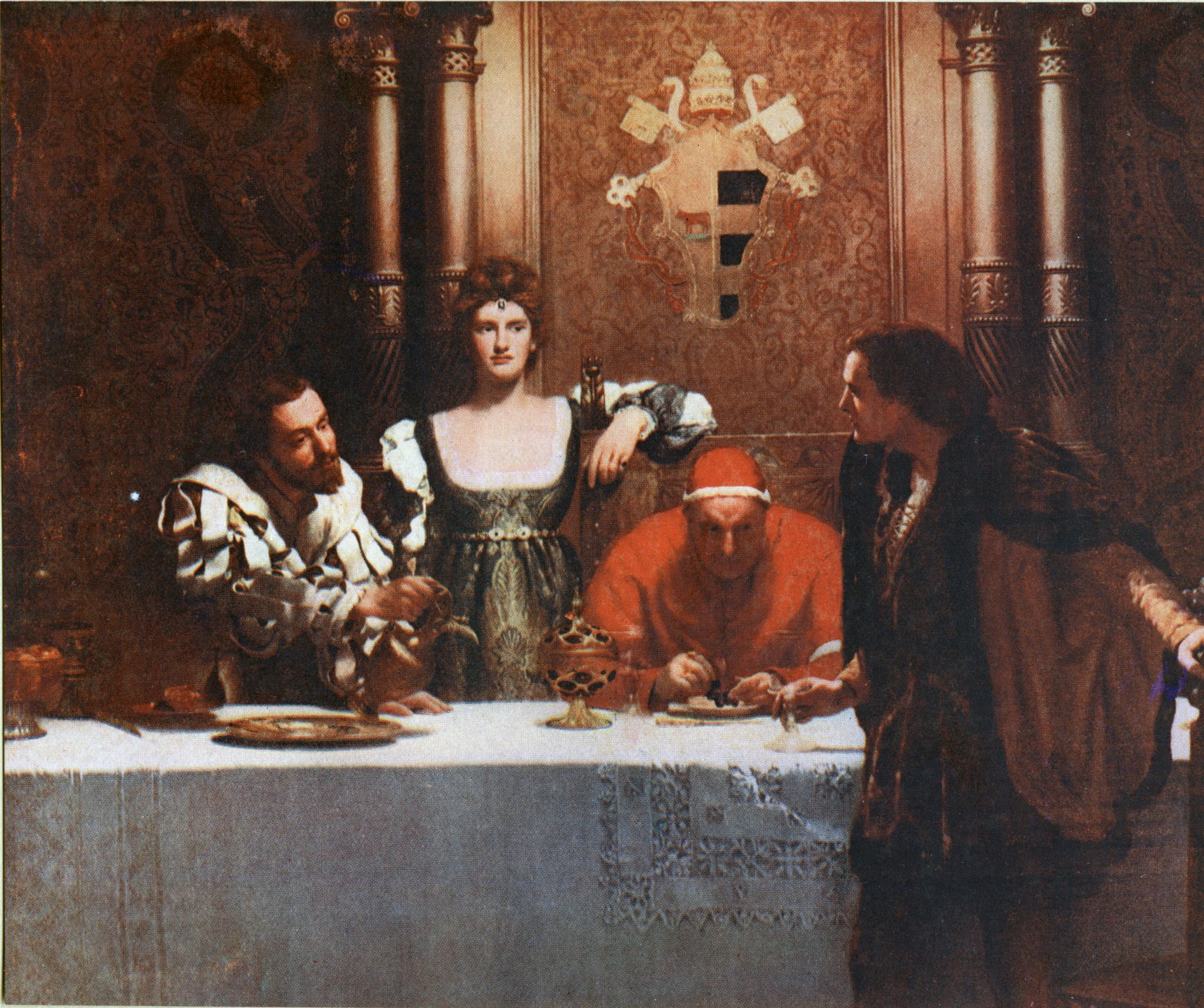
ラファエル前派の画家ジョン・コリアが1893年に描いた『チェーザレ・ボルジアと一杯のワイン』。左からチェーザレ、ルクレツィア、アレクサンデル6世。イプスウィッチ美術館所蔵。

長きに渡ったジョヴァンニとの結婚無効騒動の間に、ルクレツィアがアレクサンデル6世の侍従であるペドロ・カルデロンと性的関係を持っていたのではないかといわれている。ボルジア家を敵視していた人々からは、ルクレツィアが未だ結婚の無効が認められていなかったにもかかわらずカルデロンの子供を身篭ったと糾弾された。1497年6月にルクレツィアはサン・シスト修道院に身を隠し、自身の結婚に関する騒動が決着する12月までこの修道院に篭り続けている。1498年2月には、ルクレツィアの情人だといわれていたカルデロンの胴体と侍女パンタシレアの遺体がチベレ川で発見されている。1498年3月にフェラーラ公国の大使がルクレツィアが密かに子供を出産したと主張していたとも言われているが、この説は複数の情報によって否定されている。ただし、ルクレツィアがビシェーリエ公アルフォンソ・ダラゴーナと再婚する前年に、ボルジア家の邸宅で一人の子供が生まれているのは間違いない。この男子はジョヴァンニ・ボルジアと名づけられたが、歴史家たちからはジョヴァンニではなく「ローマの子供 (Infans Romanus)」として知られている。
1501年に、ジョヴァンニ・ボルジアに関係する二通の教皇勅書が出されている。一通目の文書には、ルクレツィアの兄チェーザレが結婚前に他の女性に生ませた庶子がジョヴァンニであることが記されていた。二通目の文書にはジョヴァンニがアレクサンデル6世自身の子供であるという、一通目の勅書とはまったく異なる内容が記されていた。ジョヴァンニはルクレツィアが生んだ子供であるという噂が根強く残っているが、どちらの教皇勅書にもルクレツィアの名前は出てきておらず、ルクレツィアの子供説が立証されたことはない。二通目の文書は長い間秘匿されており、ジョヴァンニはチェーザレの子供として育てられた。チェーザレがカメリーノを陥落させた1502年にジョヴァンニはカメリーノ公に任じられており、このことからもジョヴァンニがヴァレンティーノ公チェーザレの最年長の息子だとみなされていたことが分かる。アレクサンデル6世の死後にジョヴァンニはルクレツィアが嫁いだフェラーラを訪れ、二通目の教皇勅書に従って自身とルクレツィアが異母姉弟であるということを受け入れた。

#### アルフォンソ・ダラゴーナとの結婚
ジョヴァンニ・スフォルツァとの婚姻無効が認められたルクレツィアは、ナポリ王アルフォンソ2世の庶子ビシェリエ公アルフォンソ・ダラゴーナと結婚した。アルフォンソはルクレツィアの弟ホフレ・ボルジアと結婚していたサンチャ・ダラゴーナの異母弟でもあった。しかしながらルクレツィアとアルフォンソの結婚生活は短命に終わっている。1498年にアルフォンソと結婚したルクレツィアは1499年にスポレートの総督に任じられ、この直後にアルフォンソはローマを離れた。ルクレツィアの要望でローマに戻ってきたアルフォンソだったが、1500年に何者かによって暗殺されてしまった。アルフォンソの死には、ナポリと対立していたフランスとの同盟関係を強めていたルクレツィアの兄チェーザレが関係しているのではないかといわれている。ルクレツィアとアルフォンソの間には1499年にロドリーゴ・ダラゴーナが生まれたが、1512年に12歳で夭折している。

#### アルフォンソ1世・デステとの結婚

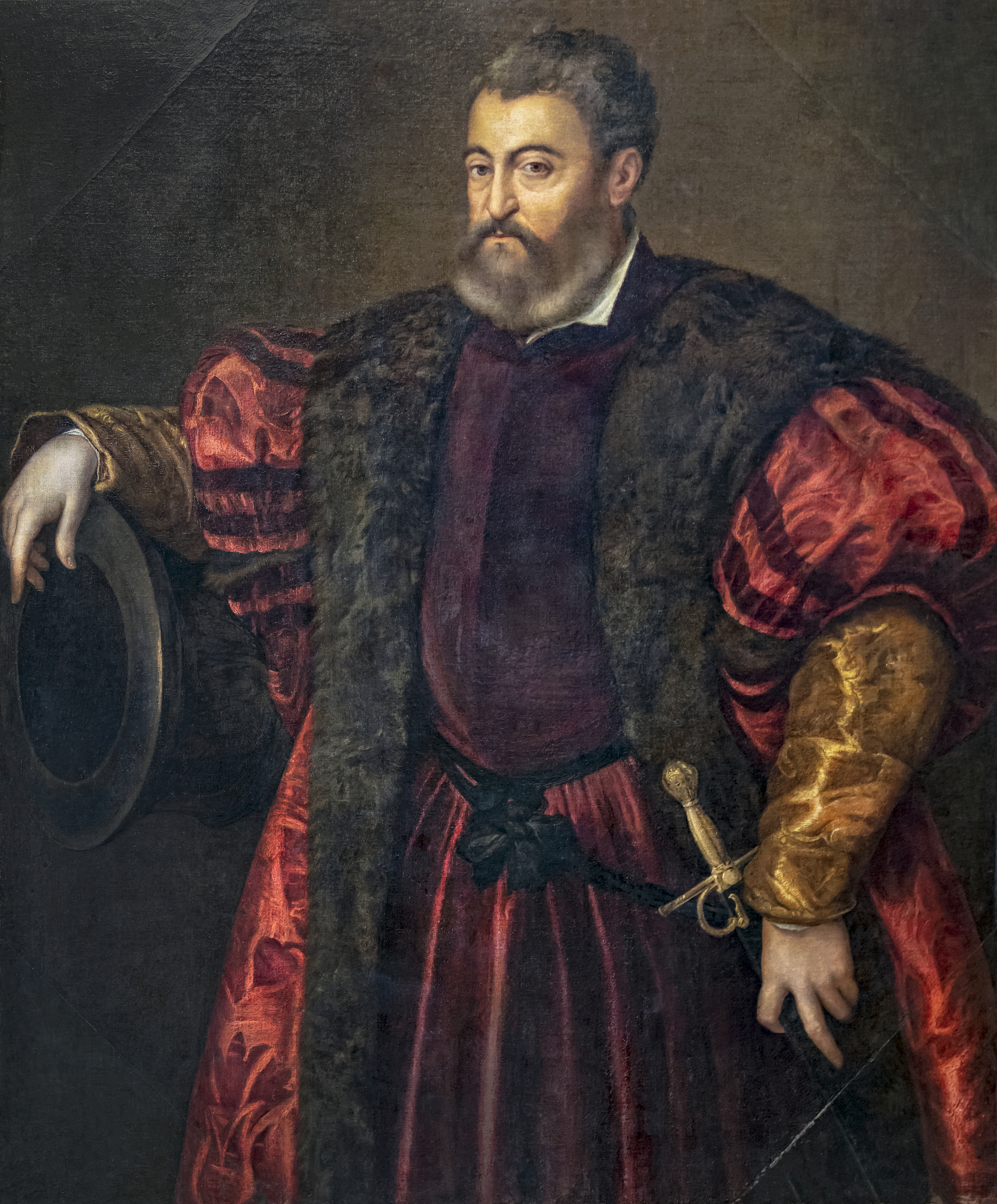
バスティアニーノ作といわれているアルフォンソ1世・デステの肖像画。

アルフォンソ・ダラゴーナが死去すると、アレクサンデル6世はルクレツィアの三回目の結婚を画策し、1502年に名門エステ家のフェラーラ公エルコレ1世・デステの嫡子アルフォンソ1世・デステにルクレツィアを嫁入りさせた。アルフォンソ1世との間には多くの子供が生まれ、ルクレツィアはルネサンス期を代表する高雅な公爵夫人として尊敬されるようになっていった。1503年のアレクサンデル6世の死去以降、ボルジア家は没落の一途をたどることになるが、ルクレツィアに寄せられる高い評価は終生変わることがなかった。

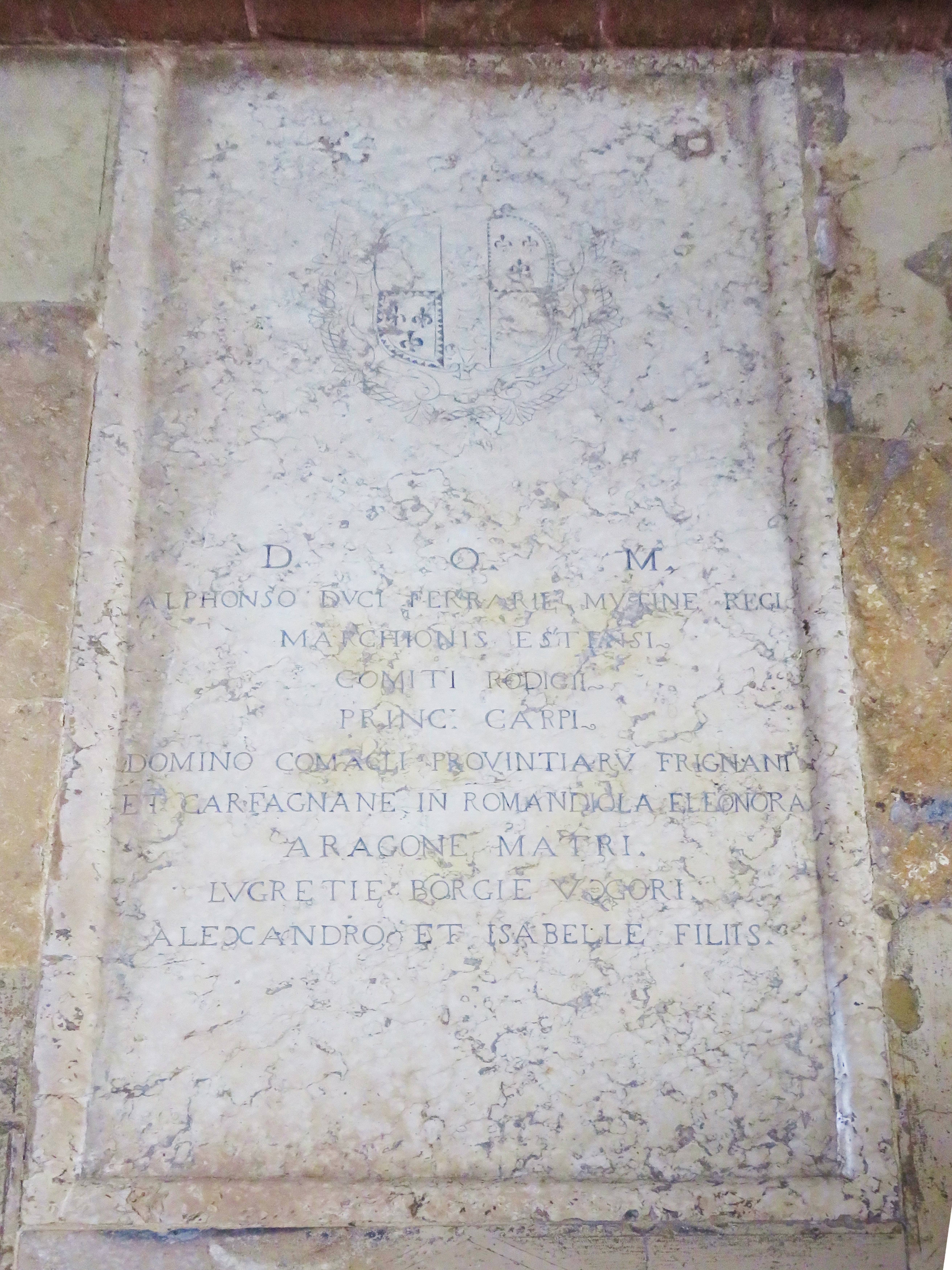
フェラーラ公アルフォンソ1世・デステとルクレツィアの墓碑。フェラーラ。

アルフォンソ1世もルクレツィアも、互いに対して貞節というわけではなかった。ルクレツィアは義兄にあたるマントヴァ侯フランチェスコ2世・ゴンザーガと不倫関係になった。フランチェスコ2世の妃はルクレツィアの夫アルフォンソ1世の姉で、教養と知性を謳われたイザベラ・デステである。ルクレツィアはイザベラと友好関係を築こうとしたが、ルクレツィアと自身の夫フランチェスコ2世との不倫関係を知っていたイザベラからは相手にされなかった。ルクレツィアとフランチェスコ2世の関係が感情的なものではなく官能的、肉体的なものだったことが、両者が交わした書簡によって判明している。この不倫関係はフランチェスコ2世が娼婦から梅毒をうつされるまで続いた。
また、ルクレツィアは高名な学者で詩人でもあったピエトロ・ベンボとも関係があったといわれている。1816年にイギリスのロマン派詩人バイロン卿がミラノのアンブロジアーナ図書館を訪れた。バイロンはルクレツィアとベンボの間で交わされた書簡に感銘を受け、ベンボが自宅に飾るためにルクレツィアの髪の房を手に入れようとしていたはずだと主張している。
ルクレツィアは1519年に女児を出産したが、産褥の合併症のために6月24日にフェラーラで死去した。ルクレツィアの遺体はコルプス・ドミニ修道院に埋葬された。

## 子女
ルクレツィアは、その生涯で7人あるいは8人の子供を生んでいる。
- ジョヴァンニ・ボルジア（1498年ごろ - 1548年）。この子供の父親は教皇勅書によるとチェーザレかアレクサンドル6世となっているが、ルクレツィアとペドロ・カルデロンとの間の子供だとする説もある。しかしながら、アレクサンドル6世と未詳の情人と密通で生まれた子供であり、ルクレツィアの子供ではない可能性が高い[26]。
- ロドリーゴ・ダラゴーナ（1499年11月1日 - 1512年8月）。アルフォンソ・ダラゴーナとの間に生まれた子供。2代ビシェリエ公およびセルモネータ公。
- エルコレ2世・デステ（1508年4月5日 - 1559年10月3日）。後のフェラーラ公。
- イッポーリト2世・デステ（1509年8月25日 - 1572年12月1日）。後のミラノ大司教、枢機卿
- アレッサンドロ・デステ（1514年 - 1516年）。
- エレオノーラ・デステ（1515年7月3日 - 1575年7月15日）。尼僧。
- フランチェスコ・デステ（1516年11月1日 - 1578年2月2日）。後のマッサロンバルダ侯爵。
- イザベラ・マリア・デステ（1519年6月14日 - 1519年6月14日）。死産の女児で、出産の10日後にルクレツィアも産褥の合併症のために死去した。

ルクレツィア・ボルジアの伝記を書いたイタリア人作家マリア・ヴィッラヴェッキア・ベロンチ (en:Maria Bellonci) は、上記の子供以外にもルクレツィアには3人の子供がいたと主張している。一人はアルフォンソ・ダラゴーナの子供で、あと二人はアルフォンソ1世・デステの子供であり、いずれも乳幼児のときに夭折してしまったとする。さらにベロンチは、ルクレツィアは少なくとも4回の流産経験があるとしている。
アメリカ南北戦争の南軍の将軍P・G・T・ボーリガードのように、ルクレツィアが自身の祖先だと主張する有名人は多い。ルクレツィアは傍系ながら、現在のヨーロッパの王家の多くと何らかの血縁関係がある。ルクレツィアは孫娘のギーズ公妃アンナ・デステ（後に再婚してヌムール公妃）を通じてスペイン王フアン・カルロス1世、ベルギー王アルベール2世、ルクセンブルク大公アンリの先祖にあたる。また、王制が廃止されたポルトガル、オーストリア、バイエルン、ブラジル、パルマ、ザクセンの旧王家の先祖でもある。

## ボルジア城

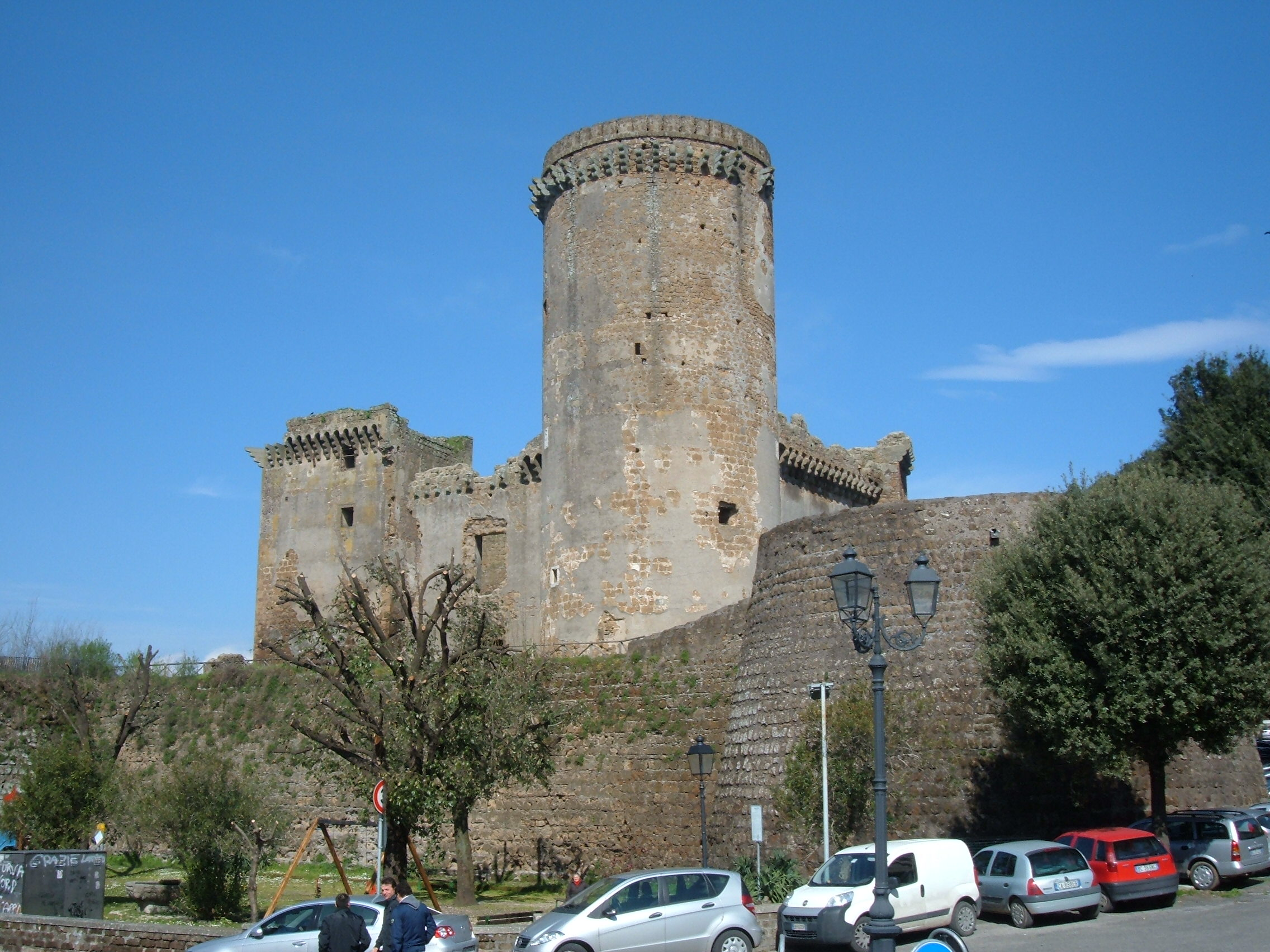
ルクレツィアに与えられたネーピのボルジア城。

イタリアのヴィテルボ県ネーピのボルジア城は、父アレクサンデル6世（当時は枢機卿ロドリーゴ・ボルジア）がルクレツィアに与えた城である。周囲を城壁に囲まれた四角形の広大な城で、城壁の四隅には円塔が建てられている。もともとは12世紀に建築された城であり、15世紀に当時のネーピの統治者だったロドリーゴが増改築してルクレツィアに与えられた。その後、16世紀になってファルネーゼの手によって改装されている。1798年にフランス王国軍によって大きな被害を受けて以降、修復されずに現在でも荒廃したままとなっている。
1819年にイギリス人画家ジョゼフ・マロード・ウィリアム・ターナーがネーピを訪れ、ボルジア城のスケッチを描いた。現在この作品はロンドンのテート・ブリテンが常設展示している。

## ルクレツィアを巡る噂

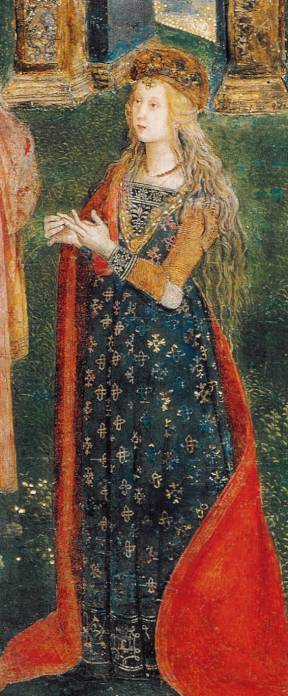
ピントゥリッキオが描いた、アレクサンドリアのカタリナに扮したルクレツィア。ヴァチカン宮殿ボルジアの間のフレスコ壁画として描かれた。

ルクレツィアに関する根強い噂がいくつかある。なかでも、ボルジア家の特徴ともいえる贅沢な宴会に散財する天性の浪費家だったという噂は有名である。さらに、ルクレツィアが父親や兄と近親相姦の関係にあった、毒殺や暗殺に関与したなどという疑惑も存在している。その他ルクレツィアに関するこのような噂には次のようなものがある。
- ルクレツィアは毒が仕込める中空の指輪を持っており、飲み物に混ぜて相手を毒殺するために頻繁に使用していた[30][31]。
- ロンドンのテート・ブリテンに、ラファエル前派の画家フランク・カドガン・クーパー（英語版）の絵画に、ヴァチカンでの公式会合を描いた20世紀初頭の作品が所蔵されている。この作品にはローマ教皇の椅子に座り、アレクサンデル6世の代理として振舞うルクレツィアが描かれている。フランシスコ会の修道士がルクレツィアの脚に口付けしている様子などはクーパーの創作によるものだが、ルクレツィアがローマ教皇の代理として権勢を振るっていたことは紛れもない事実である。[要出典]

## ルクレツィアが登場する作品

### 伝記
- Lucrezia Borgia: Life, Love And Death In Renaissance Italy by Sarah Bradford; Viking 2004; ISBN 0-670-03353-7
- Lucrezia Borgia: A Biography by Rachel Erlanger; 1978; ISBN 0-8015-4725-3
- Lucrezia Borgia by Maria Bellonci; Phoenix 2002; ISBN 978-1-84212-616-5
- The Borgias (1971) by Michael Mallett
- Lucretia Borgia (1874?) by Ferdinand Gregorovius (Author); translated in 1903 by John Leslie Garner (Translator)
- The Borgias by Christopher Hibbert; Constable 2011; ISBN 978-1-84901-994-1

### 文学作品、戯曲
- 『ルネサンスの女たち』（1969年）。塩野七生が書いた小説。
- 『ルクレツィア・ボルジア（フランス語版）』（1833年）。フランスの文豪ヴィクトル・ユーゴーが書いた戯曲で、ルクレツィアの生涯をもとにしている。この戯曲にガエターノ・ドニゼッティが作曲し、フェリーチェ・ロマーニが台本を書きあげて、オペラ作品『ルクレツィア・ボルジア』が生まれた。初演は1834年12月26日で、ミラノのスカラ座だった。
- 『ファウストの生涯と行動と地獄落ち』（1791年）。ドイツの作家フリードリヒ・マクシミリアン・クリンガーが書いた小説で、ファウストとルクレツィアの逢瀬など、ボルジア家の人々が登場する。
- 『チェーザレ・ボルジアの生涯』（1912年）。イギリスの小説家ラファエル・サバチニが書いた、ボルジア家を歴史的に振り返った研究書[32]。
- 『狐の王子（英語版）』（1947年）。アメリカの作家サミュエル・シェラバーガー (en:Samuel Shellabarger) が書いた時代小説で、ロマーニャ侵攻中のチェーザレ・ボルジアが率いる軍の指揮官アンドレア・オルシニが主人公となっている。この小説をもとにオーソン・ウェルズやタイロン・パワーらが出演する映画『狐の王子』が、1949年に公開された。
- 『Madonna of the Seven Hills』『Light On Lucrezia』（1958年）。イギリスの小説家エリナー・ヒバートがジーン・プレイディー名義で書いた小説で、ルクレツィアと一族との愛憎が描かれている。
- 『鏡よ鏡（英語版）』（2003年）。アメリカの小説家グレゴリ－・マグワイアが書いた小説で、ルクレツィアは主人公の若きビアンカの美貌に嫉妬し、ビアンカを殺そうと企てる邪悪な義母として描かれている。

### 映画
- 『Lucrèce Borgia（英語版）』（1935年） -フランス映画。監督はアベル・ガンス。
- 『戦乱の花嫁（英語版）』（1949年） - アメリカ映画。ポーレット・ゴダードがルクレツィアを演じている。
- 『ボルジア家の毒薬』（1953年） - フランス映画。監督はクリスチャン＝ジャック。マルティーヌ・キャロルがルクレツィアを演じている。

### テレビドラマ
- 『ダーク・シャドウズ（英語版）』（1966年放送開始）。アメリカのテレビドラマで、ルクレツィアは史上もっとも堕落した女性として描かれている。とくに1968年に始まったシリーズでこの傾向が強く描写されている。
- 『ボルジア家 愛と欲望の教皇一族』（2011年放送開始）。カナダのテレビドラマで、ルクレツィアはイギリス人女優ホリデイ・グレインジャーが演じている。
- 『ボルジア 欲望の系譜』（2011年放送開始）。フランスとドイツが共同制作したテレビドラマで、ルクレツィアはドイツ人女優イゾルデ・ディシャウクが演じている。

### その他
- 『ルパン三世 (TV第2シリーズ)』（1977年 - 1980年） - 東京ムービー新社製作のテレビアニメ番組。エピソードのひとつに「毒殺で名高いボルジア家の最後の生き残り・ルクレチア」として登場する。なおこちらのルクレツィアは既に老婆となっており、顔立ちはルパンのライバル・銭形警部と瓜二つ。
- 『アサシン クリード ブラザーフッド』（2010年） - ユービーアイソフトのゲームで、ルクレツィアはロドリーゴ、チェーザレとともに敵役として登場する。ゲーム中ではルクレツィアとチェーザレとの近親相姦関係が描写されている。
- 『チェーザレ・ボルジア -野望の軌跡-』（1996年初演） - 宝塚歌劇団のミュージカル作品。ルクレツィアは風花舞が演じている。
- 『ボルジア家の毒薬』（1988年・1989年） - 星野之宣の漫画作品。『妖女伝説』に収録。
- 『カンタレラ』（2008年） - WhiteFlame（黒うさP）が、ルクレツィアとチェーザレの近親愛をモチーフに、VOCALOIDの初音ミクとKAITOを用いて発表した動画音楽。
- 『花冠のマドンナ』（1993年 - 1994年） - さいとうちほの漫画作品。
- 『チェーザレ 破壊の創造者』（2005年 - 2021年） - 惣領冬実の漫画作品（原基晶監修）
- 『バビロンまで何マイル？』（1991年） - 川原泉の漫画作品
- 『カンタレラ』（2001年 - 2010年） - 『氷栗優』の漫画作品